# Owsianka (Czarna Dąbrówka)
Owsianka (deutsch Landhof, kasch. Lãdof) ist ein kleiner Ort in der Woiwodschaft Pommern in Polen. Er gehört zur Gmina Czarna Dąbrówka (Landgemeinde Schwarz Damerkow) im Powiat Bytowski (Bütower Kreis).
Owsianka liegt drei Kilometer nordöstlich von Kozy (Kose) und ist über einen Landweg zu erreichen. Ein Bahnanschluss besteht nicht.
Landhof war bis 1945 ein Ortsteil der Gemeinde Kose und gehörte mit dieser zum Landkreis Stolp in der preußischen Provinz Pommern.
Nach 1945 wurde Landhof unter der Bezeichnung Owsianka polnisch. In der Woiwodschaft Niederschlesien gibt es mit Oswianka, deutsch Haberstroh, noch einen Ort gleichen Namens.